# Arborichthonius styosetosus
Arborichthonius styosetosus är en kvalsterart som beskrevs av Norton 1982. Arborichthonius styosetosus ingår i släktet Arborichthonius och familjen Arborichthoniidae. Inga underarter finns listade i Catalogue of Life.